# 国際音声記号
国際音声記号（こくさいおんせいきごう、仏: Alphabet Phonétique International（API）、英: International Phonetic Alphabet（IPA））は、あらゆる言語の音声を文字で表記すべく、国際音声学会が定めた音声記号である。逐語的な和訳としては国際音標字母（こくさいおんぴょうじぼ）であり、他にも国際音声字母（こくさいおんせいじぼ）、国際音標文字（こくさいおんぴょうもじ）とも言う。

## 歴史
国際音声記号は1888年に最初の版が制定されて以後以下のように何度かの改訂を経て今日に至っている。
- 1900年の改訂では、制定時の対象に入っていなかったアラビア語などの非ヨーロッパの言語の音をカバーするために拡張された。
- 1932年に二度目の大きな改訂が実施され、ほぼ現在の形が整った。その後数回にわたって記号が追加されたが、基本的な構造は半世紀以上ほとんど変更されなかった。
- 1976年の改訂では表の構造や用語が見直され、息もれ声を表す記号などが追加された。いくつかの冗長な記号が取り除かれた。
- 1989年に大幅な刷新が行われた。吸着音の記号を全面的に変更し、喉頭蓋音や無声の入破音などの記号を追加、声調を表すための趙元任の記号を正式に採用、多数のダイアクリティカルマーク（発音区別記号）を追加した。また、異体字の[ɩ ɷ]や、ダイアクリティカルマークの使用により不要になった[ʆ ɼ]は除去された。
- 1993年にはさらに改訂され、中舌母音のための新しい記号が追加された。1989年に追加されたばかりの無声の入破音の記号は破棄された。
- 1996年には小規模の改訂を受けた。1993年の改訂の誤りが修正された。
- 2005年の改訂では、唇歯はじき音のための記号が追加された。
- 2012年に国際音声記号の表がCC BY-SAライセンスで自由に使用できるようになった[3]。
- 2015年の改訂では記号は増減されず、わずかな字形の変更のみにとどまった[3]。

2025年1月現在、国際音声記号の最新版は2020年度版である。

## 用法
スラッシュ /  / で挟んで書かれたIPAは、簡略表記（英: broad transcription）と呼ばれ、各言語・表記体系ごとに認知・区別される音素（phoneme）に基づく大まかな発音表記を意味する。発話において、ある単語の発音は前後の単語や方言によって変わる場合があるが、それが同じ音素の異音であるかぎりは、同じ単語として理解される。簡略表記では、異音は表記上区別されず、一つの音素と一つのIPA記号が対応する。その際使われる記号はIPAの部分集合となるが、補助記号のないラテン文字が優先して選ばれることが多い。
一方、角括弧 [ ] で挟んで書かれたIPAは、精密表記（英: narrow transcription）と呼ばれ、各言語・表記体系ごとの認知・区別事情を考慮せず、純粋に音声学（phonetics）に基づく、調音方法によって物理的に区別された詳細な発音表記を意味する。精密表記では、個々の言語音が、それが異音である場合も含めて、忠実に表記される。

## 文字一覧表

### 子音（肺臓気流）
子音のうち、肺臓気流によって作られる音声を表す文字。
|            | 唇音   | 唇音 | 舌頂音 | 舌頂音     | 舌頂音   | 舌頂音   | 舌背音   | 舌背音   | 舌背音   | 舌背音 | 咽喉音 | 咽喉音 | 咽喉音 | 咽喉音 |
| 両唇音     | 唇歯音 | 歯音 | 歯茎音 | 後部歯茎音 | そり舌音 | 硬口蓋音 | 軟口蓋音 | 口蓋垂音 | 口蓋垂音 | 咽頭音 | 咽頭音 | 声門音 | 声門音 |        |
| ---------- | ------ | ---- | ------ | ---------- | -------- | -------- | -------- | -------- | -------- | ------ | ------ | ------ | ------ | ------ |
| 破裂音     | p b    | p̪ b̪  | t̪ d̪    | t d        | t d      | ʈ ɖ      | c ɟ      | k ɡ      | q ɢ      | q ɢ    | ʡˤ     |        | ʔ      |        |
| 鼻音       | m̥ m    | ɱ̊ ɱ  | n̪̊ n̪    | n̥ n        | n̥ n      | ɳ        | ɲ        | ŋ        | ɴ        | ɴ      |        |        |        |        |
| ふるえ音   | ʙ̥ ʙ    |      | r̥ r    | r̥ r        | r̥ r      |          |          |          | ʀ        | ʀ      |        |        |        |        |
| はじき音   | ⱱ̟      | ⱱ    | ɾ      | ɾ          | ɾ        | ɽ        | ɟ̆        |          | ɢ̆        | ɢ̆      | ʡ̆      | ʡ̆      |        |        |
| 摩擦音     | ɸ β    | f v  | θ ð    | s z        | ʃ ʒ      | ʂ ʐ      | ç ʝ      | x ɣ      | χ ʁ      | χ ʁ    | ħ ʕ    | ħ ʕ    | h ɦ    | h ɦ    |
| 側面摩擦音 |        |      | ɬ ɮ    | ɬ ɮ        | ɬ ɮ      |          |          |          |          |        |        |        |        |        |
| 接近音     | β̞      | ʋ̥ ʋ  | ɹ̥ ɹ    | ɹ̥ ɹ        | ɹ̥ ɹ      | ɻ        | j        | ɰ        |          |        |        |        |        |        |
| 側面接近音 |        |      | l̥ l    | l̥ l        | l̥ l      | ɭ        | ʎ        | ʟ        |          |        |        |        |        |        |

IPAの表に、喉頭蓋音、側面はじき音を足したもの。記号が2つ並んでいるものは、右が有声音、左が無声音。網掛けは調音が不可能と考えられる部分。
| ʍ w | 両唇軟口蓋接近音         |
| ɥ   | 両唇硬口蓋接近音         |
| ʜ ʢ | 喉頭蓋摩擦音             |
| ʡ   | 喉頭蓋破裂音             |
| ɕ ʑ | 歯茎硬口蓋摩擦音         |
| ɺ   | 歯茎側面はじき音         |
| ɭ̆   | そり舌側面はじき音       |
| ɧ   | 無声後部歯茎軟口蓋摩擦音 |
| ɫ   | 軟口蓋歯茎側面接近音     |

破擦音と二重調音は、以下のようにタイで2つの記号を組み合わせることで表すことができる。
| 両唇音 | 唇歯音 | 歯音  | 歯茎音 | 歯茎側面音 | 後部歯茎音 | そり舌音 | 歯茎硬口蓋音 | 硬口蓋音 | 軟口蓋音 | 口蓋垂音 | 声門音 |
| ------ | ------ | ----- | ------ | ---------- | ---------- | -------- | ------------ | -------- | -------- | -------- | ------ |
| p͡ɸ b͡β  | p̪͡f b̪͡v  | t͡θ d͡ð | t͡s d͡z  | t͡ɬ d͡ɮ      | t͡ʃ d͡ʒ      | ʈ͡ʂ ɖ͡ʐ    | t͡ɕ d͡ʑ        | c͡ç ɟ͡ʝ    | k͡x ɡ͡ɣ    | q͡χ ɢ͡ʁ    | ʔ͡h     |

| k͡p ɡ͡b | 両唇軟口蓋破裂音 |
| ŋ͡m    | 両唇軟口蓋鼻音   |

### 子音（非肺臓気流）
子音のうち、非肺臓気流によって作られる音声を表す文字。
| ʘ | 両唇         |
| ǀ | 歯           |
| ǃ | （後部）歯茎 |
| ‼︎ | そり舌       |
| ǂ | 硬口蓋歯茎   |
| ǁ | 歯茎側面     |
| ʞ | 軟口蓋       |

| ɓ | 両唇   |
| ɗ̪ | 歯     |
| ɗ | 歯茎   |
| ᶑ | そり舌 |
| ʄ | 硬口蓋 |
| ɠ | 軟口蓋 |
| ʛ | 口蓋垂 |

| pʼ | 両唇     |
| t̪ʼ | 歯       |
| tʼ | 歯茎     |
| ʈʼ | そり舌   |
| cʼ | 硬口蓋   |
| kʼ | 軟口蓋   |
| qʼ | 口蓋垂   |
| sʼ | 歯茎摩擦 |

### 母音
母音を表す文字。
記号が2つ並んでいるものは、右が円唇、左が非円唇。
|      | 前舌 |     | 中舌 |     | 後舌 |
| ---- | ---- | --- | ---- | --- | ---- |
| 狭   | i y  |     | ɨ ʉ  |     | ɯ u  |
|      |      | ɪ ʏ | ɪ̈ ʊ̈  | ɯ̽ ʊ |      |
| 半狭 | e ø  |     | ɘ ɵ  |     | ɤ o  |
|      | e̞ ø̞  |     | ə    |     | ɤ̞ o̞  |
| 半広 | ɛ œ  |     | ɜ ɞ  |     | ʌ ɔ  |
|      | æ    |     | ɐ    |     |      |
| 広   | a ɶ  |     | ä    |     | ɑ ɒ  |

### 補助記号
下に伸びた記号の場合、その上に置いても良い: 例) ŋ̊
※この表では、視認性のため拡大して表示しています。
| ◌̥  | 無声音   |
| ◌̬  | 有声音   |
| ◌ʰ | 有気音   |
| ◌̤  | 息漏れ声 |
| ◌̰  | 軋み声   |
| ◌̼  | 舌唇音   |
| ◌̪  | 歯音     |
| ◌̺  | 舌尖音   |
| ◌̻  | 舌端音   |

| ◌̹  | 強めの円唇 |
| ◌̜  | 弱めの円唇 |
| ◌̟  | 前寄り     |
| ◌̠  | 後寄り     |
| ◌̝  | 上寄り     |
| ◌̞  | 下寄り     |
| ◌̈  | 中舌寄り   |
| ◌̽  | 中央寄り   |
| ◌̘  | 舌根前進   |
| ◌̙  | 舌根後退   |
| ◌˞ | R音性      |

| ◌ʷ | 唇音化             |
| ◌ʲ | 硬口蓋化           |
| ◌ˠ | 軟口蓋化           |
| ◌ˤ | 咽頭化             |
| ◌̃  | 鼻音化             |
| ◌ⁿ | 鼻腔開放           |
| ◌ˡ | 側面開放           |
| ◌̚  | 内破音（無開放）   |
| ◌̴  | 軟口蓋化或は咽頭化 |
| ◌̩  | 音節主音           |
| ◌̯  | 音節副音           |

### 超分節要素
| ˈ  | 第一ストレス                     |
| ˌ  | 第二ストレス                     |
| ː  | 長                               |
| ˑ  | 半長                             |
| ̆   | 超短                             |
| \| | 小さな切れ目（韻脚）             |
| ‖  | 大きな切れ目（イントネーション） |
| .  | 音節境界                         |
| ‿  | 連結（切れ目無し）               |

### 声調記号とアクセント
| ̋  | ˥              | 超高           |
| ́  | ˦              | 高             |
| ̄  | ˧              | 中             |
| ̀  | ˨              | 低             |
| ̏  | ˩              | 超低           |
| ↓ | ダウンステップ | ダウンステップ |
| ↑ | アップステップ | アップステップ |

| ̌  | ˩˥         | 上昇       |
| ̂  | ˥˩         | 下降       |
| ᷄  | ˧˥         | 高上昇     |
| ᷇  | ˥˧         | 高下降     |
| ᷈  | ˦˥˦        | 昇降       |
| ↗ | 全体的上昇 | 全体的上昇 |
| ↘ | 全体的下降 | 全体的下降 |

## 問題点と批判およびそれへの対応
国際音声記号が見慣れない多数の記号を使っていることは、当初からヘンリー・スウィートらによる批判があった。また、いくつかの字形が類似している（特に[a]と[ɑ]はフォントによっては見分けがつかなくなる）ことに対する批判もある。
破擦音は多くの言語で単独の音素であるのに、専用の文字を持たないことも批判されることがある。たとえばアメリカの人類学者・言語学者の使う音声記号（アメリカの音声記号）では破擦音のための専用の記号がある。
母音は基本母音を元にしているが、（第一次）基本母音が8個であるのをフランス語の影響によるものとして、半狭母音と半広母音の中間の位置にある母音を持つ多数の言語が記述しにくいとする批判もある。ただし、IPAの方針としては、対立がない場合は通常のラテン文字と同じ形（[a,e,o]など）を使うことになっている。
IPAの表では、母音の高さを7段に分けているが、これほど細かい区別をする言語は存在しない。ひとつの言語で区別される高さは4段か、多くても5段だという。前舌・中舌・奥舌の3種類の区分についても2種類に減らす案もあるが、こちらは実際に3種類の区別が必要な言語が少数ながら存在するという。

## IPAチャート
国際音声記号表（英: International Phonetic Alphabet chart; IPA Chart; IPAチャート）は全てのIPA音声記号を1つの表に集約したものである。IPA公式から提供されており（日本語版: 右図）、CC BY-SA 3.0 ライセンスで提供されている。